# Oreoderus bengalensis
Oreoderus bengalensis är en skalbaggsart som beskrevs av Ricchiardi 2000. Oreoderus bengalensis ingår i släktet Oreoderus och familjen Cetoniidae. Inga underarter finns listade i Catalogue of Life.